# Определения основных единиц СИ 2005–2019
С 2005 по начало 2019 года определения основных единиц СИ были следующими:
| Название  | Обозначение | Величина                      | Формальное определение (2005) до 2019 года | Историческое происхождение / подтверждение | Символ величины |
| --------- | ----------- | ----------------------------- | --- | --- | --------------- |
| метр      | м           | длина                         | "Метр — это длина пути, пройденного светом в вакууме за интервал времени 1 / 299 792 458 секунды." 17-я CGPM (1983, Резолюция 1, CR, 97) | 1 / 10 000 000 расстояния от экватора Земли до Северного полюса, измеренного по окружности через Париж. | L               |
| килограмм | кг          | масса                         | "Килограмм — это единица массы, равная массе международного прототипа килограмма." 3-я CGPM (1901, CR, 70) | Масса одного литра воды при температуре таяния льда. Литр — это 1 / 1000 кубического метра. | M               |
| секунда   | с           | время                         | "Секунда — длительность 9 192 631 770 периодов излучения, соответствующих переходу между двумя сверхтонкими уровнями основного состояния атома цезия 133." 13-я CGPM (1967/1968, Резолюция 1; CR, 103) "Это определение относится к атому цезия, находящемуся в состоянии покоя при температуре 0 К." (Добавлен CIPM в 1997 году) | День делится на 24 часа, каждый час делится на 60 минут, каждая минута делится на 60 секунд. Секунда равна 1 / (24 × 60 × 60) дня. | T               |
| ампер     | А           | электрический ток             | "Ампер — это тот постоянный ток, который, если его поддерживать в двух прямых параллельных проводниках бесконечной длины с ничтожно малым круглым поперечным сечением и поместить их на расстоянии 1 метра в вакууме, создавал бы между этими проводниками силу, равную 2⋅10−7 ньютон на метр длины." 9-я CGPM (1948) | Первоначальный абсолютный ампер был определён как 0,1 электромагнитная единица. Первоначальный международный ампер был определён электрохимически как ток, необходимый для осаждения 1,118 миллиграмма серебра в секунду из раствора нитрата серебра. По сравнению с ампером СИ разница составляет 0,015 %. | I               |
| кельвин   | К           | термодинамическая температура | "Кельвин — это единица термодинамической температуры, является 1 / 273,16 частью термодинамической температуры тройной точки воды." 13-я CGPM (1967/1968, Резолюция 4; CR, 104) "Это определение относится к ситуации, когда изотопный состав воды точно определяется следующим соотношением количеств веществ: 0.000 155 76 моль 2H на моль 1H, 0.000 379 9 моль 17O на моль 16O и 0.002 005 2 моль 18O на моль 16O." (Добавлен CIPM в 2005 году) | Шкала Цельсия: шкала Кельвина использует градусы Цельсия для своего приращения единицы, но является термодинамической шкалой (0 K — абсолютный нуль). | Θ               |
| моль      | моль        | количество вещества           | "1. Моль — это количество вещества в системе, которая содержит столько же элементарных объектов, сколько атомов в 0,012 кг углерода-12; его символ — моль. 2. Когда используется моль, должны быть указаны элементарные объекты, которые могут быть атомами, молекулами, ионами, электронами, другими частицами или определёнными группами таких частиц." 14-я CGPM (1971, Резолюция 3; CR, 78) "В этом определении подразумевается, что речь идёт о несвязанных атомах углерода 12 в состоянии покоя и в основном состоянии." (Добавлен CIPM в 1980 году) | Атомная масса или молекулярная масса, делённая на константу молярной массы, 1 г/моль. | N               |
| кандела   | кд          | сила света                    | "Кандела — это сила света в заданном направлении источника, излучающего монохроматическое излучение с частотой 540⋅1012 герц и имеющего силу излучения в этом направлении 1/683 ватт на стерадиан." 16-я CGPM (1979, Резолюция 3; CR, 100) | Мощность свечи, которая основана на свете, излучаемом горящей свечой со стандартными свойствами. | J               |
| Название  | Обозначение | Величина                      | Формальное определение (2005) до 2019 года | Историческое происхождение / подтверждение | Символ величины |